# Lipogenys gillii
Lipogenys gillii ist ein Tiefseefisch aus der Familie der Dornrückenaale (Notacanthidae). Er kommt entlang der nordamerikanischen Atlantikküste vom Hudson Canyon vor der Mündung des Hudson River bis nach Nova Scotia in Tiefen von 400 bis 2000 Metern vor. Weitere Populationen sollen im südwestlichen Pazifik vor der Küste Australiens und bei Japan existieren.

## Merkmale
Lipogenys gillii wird 50 cm lang. Die Art hat einen aalartig langen, seitlich aber abgeflachten Körper, der von 228 bis 234 Wirbel gestützt wird. Der Schwanz ist schlank und läuft spitz aus. Eine Schwanzflosse fehlt. Im Unterschied zu anderen Dornrückenaalen besitzt er eine kurze Rückenflosse, die von 6 bis 8 Flossenstacheln und 4 bis 5 segmentierten Weichstrahlen gestützt wird. Die Höhe der Rückenflossenstrahlen wird von vorn nach hinten größer. Die ersten ein bis drei Flossenstacheln sind nicht mit Flossenmembran verbunden. Die lange Afterflosse beginnt nah hinter dem Anus und reicht bis zur Schwanzspitze. Die vorderen Flossenstrahlen sind stachelartig, die hinteren segmentiert, der Übergang ist fließend. Es werden 44 bis 54 Flossenstacheln und 67 bis 88 Weichstrahlen angegeben, insgesamt 116 bis 136. Das Maul ist unterständig, klein und saugmaulartig. Die Oberlippe ist dick, faltig und mit fleischigen Papillen besetzt. Ihr hinteres Ende ist stark nach unten gebogen. Der kurze Unterkiefer wird bei geschlossenem Maul vom Oberkiefer umschlossen. Zähne fehlen. Die Anzahl der Branchiostegalstrahlen liegt bei 5 bis 7, die der Pylorusschläuche bei 5 bis 7. Der Schultergürtel ist etwas degeneriert, Cleithrum und Supracleithrum, zwei Deckknochen, fehlen. Eine Kiemenreuse ist nicht vorhanden. Lipogenys gillii ist hellbraun, die Kiemenkammer und der Rand des Kiemendeckels sind dunkelbraun, die Mundhöhle ist leicht gelblich.

## Ernährung
Lipogenys gillii ernährt sich von organischem Material (Detritus), das er mit seinem Saugmaul vom Meeresboden aufnimmt und nimmt dabei auch kleine weiche Wirbellose und Makrozoobenthos zu sich.